# Ödön Radvány
Ödön Radvány, pierotnie Zahn (ur. 27 grudnia 1888 w Budapeszcie, zm. 20 kwietnia 1959 tamże) – węgierski zapaśnik walczący w stylu klasycznym. Trzykrotny olimpijczyk. Zajął piąte miejsce w Londynie 1908; czwarte w Sztokholmie 1912 i szóste w Paryżu 1924. Walczył w wadze lekkiej i piórkowej.
Mistrz świata w 1920; drugi w 1922. Mistrz Europy w 1912 i 1913 roku.

## Letnie Igrzyska Olimpijskie 1908
| Konkurencja | Eliminacje           | Eliminacje             | Eliminacje            | Klas. końcowa |
| Konkurencja | Przeciwnik I         | Przeciwnik II          | 1/4                   | Miejsce       |
| ----------- | -------------------- | ---------------------- | --------------------- | ------------- |
| 66,6 kg     | William Ruff (GBR) Z | Albert Hawkins (GBR) Z | Nikołaj Orłow (RUS) P | 5.            |

## Letnie Igrzyska Olimpijskie 1912
| Konkurencja | Eliminacje              | Eliminacje           | Eliminacje                | Eliminacje             | Eliminacje              | Eliminacje            | Eliminacje             | Klas. końcowa |
| Konkurencja | Przeciwnik I            | Przeciwnik II        | Przeciwnik III            | Przeciwnik IV          | Przeciwnik V            | Przeciwnik VI         | Przeciwnik VII         | Miejsce       |
| ----------- | ----------------------- | -------------------- | ------------------------- | ---------------------- | ----------------------- | --------------------- | ---------------------- | ------------- |
| 67,5 kg     | August Kippasto (RUS) Z | Bror Flygare (SWE) Z | Gottfrid Svensson (SWE) P | Armas Laitinen (FIN) Z | Frederik Hansen (DEN) Z | Johan Nilsson (SWE) Z | Carl Erik Lund (SWE) P | 4.            |

## Letnie Igrzyska Olimpijskie 1924
| Konkurencja | Eliminacje          | Eliminacje             | Eliminacje               | Eliminacje            | Eliminacje            | Klas. końcowa |
| Konkurencja | Przeciwnik I        | Przeciwnik II          | Przeciwnik III           | Przeciwnik IV         | Przeciwnik V          | Miejsce       |
| ----------- | ------------------- | ---------------------- | ------------------------ | --------------------- | --------------------- | ------------- |
| 62 kg       | Arthur Nord (NOR) P | Martin Egeberg (NOR) Z | Édouard Rottiers (BEL) Z | Voldemar Väli (EST) Z | Erik Malmberg (SWE) P | 6.            |